# Dụng
Dụng (tiếng Trung: 用; bính âm: Yòng) là một họ của người Á Đông. Họ Dụng không được xếp hạng trong Bách gia tính.